# 旭鷲山昇
旭鷲山昇（1973年3月8日—），原名达瓦·巴特巴雅尔，蒙古國烏蘭巴托出身的前大相撲力士，身高182cm、體重146kg，血型b型。最高位置西小結、所屬的相撲部屋是大島部屋。
他亦是首位幕內級別蒙古國出身的力士。

## 生涯
巴特巴亚尔從小就是蒙古摔跤的勤奮練習者，但目標成為一名員警。然而，在1991年底，日本相撲部屋大島親方（前大關旭國斗雄）前往蒙古招募有前途的相撲選手。年輕的巴特巴亚尔碰巧注意到了這個廣告，並與其他120人一起申請。他被選中，與其他五人一起去了日本。他們是有史以來第一批加入相撲的蒙古人。他立即被授予了旭鷲山的四股名，意思是「日出山上之鷹」。他於1992年3月首次亮相。然而，六個月後，由於文化差異、語言問題和極其艱苦的訓練制度，包括旭鷲山在內的五人從部屋逃到了蒙古大使館。他最終被部屋主人的妻子和另一蒙古旭天山說服回來。
在1995年3月晉級十兩，在1996年9月入幕，在1997年3月晉級小結，他連續58場所被評為前頭，這是相撲界的記錄。他在2003年3月和2004年9月的兩場比賽中獲得亞軍，並因其在比賽中的成就而獲得了五個三賞 - 兩項技能賞，兩項敢鬥賞和一個殊勲賞。他還因擊敗橫綱而獲得了五顆金星，最後一次是在2003年5月對陣蒙古同胞 朝青龍明德。朝青龍決心在7月的下一場比賽中復讎，拉開了旭鷲山的髮髻;他被取消資格（禁手），這是橫綱第一次發生這種情況。
隨著他在土俵上的成功，他在蒙古的人氣飆升。此外，由於他通過為青年和病人的福利建立幾個基金會為他的國家做出了巨大貢獻，他現在被視為該國的英雄之一。2004年4月，他開始在日本早稻田大學攻讀電信碩士學位函授課程。這部分是因為蒙古總統建議他在日本學習以備將來。
2006年11月，他在九州場所開始兩天后突然宣佈退役。當時這被認為是因為心臟問題。年底在烏蘭巴托舉行了紀念他的退休儀式，蒙古總理出席了儀式，感謝他加強了蒙古與日本之間的關係。後來他進入政界成為民主黨成員。

## 戰鬥風格
在他的幕內生涯開始時，由於他的各種技術受到了蒙古摔跤的影響，因此在觀眾中獲得了極大的歡迎。在相撲中很少見，它們讓他的許多早期對手感到驚訝。他被稱為（意即「技術百貨商店」）。在2002年5月的比賽中，他連續八場比賽獲勝，使用了八種不同的技術。[然而，由於他有傷害其他力士的危險，他最終被相撲協會告知停止使用其中一些戰法，到他職業生涯結束時，他的防守風格要好得多（而且不太成功）。他最常見的獲勝是 （手臂投擲）和 （強行逼出），他喜歡使用。然而，他下一個最常見的是（拍打）和（拉下），反映了他的風格變化。